# Aprionus pseudispar
Aprionus pseudispar är en tvåvingeart som beskrevs av Jaschhof 1997. Aprionus pseudispar ingår i släktet Aprionus och familjen gallmyggor. Arten är reproducerande i Sverige. Inga underarter finns listade i Catalogue of Life.